# Saturn (automerk)

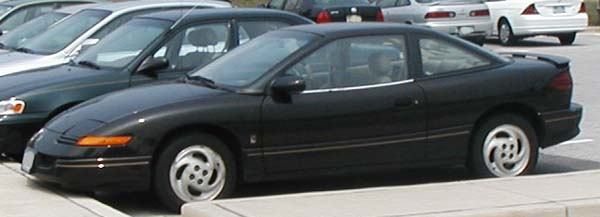
Saturn SC uit 1991-1996.

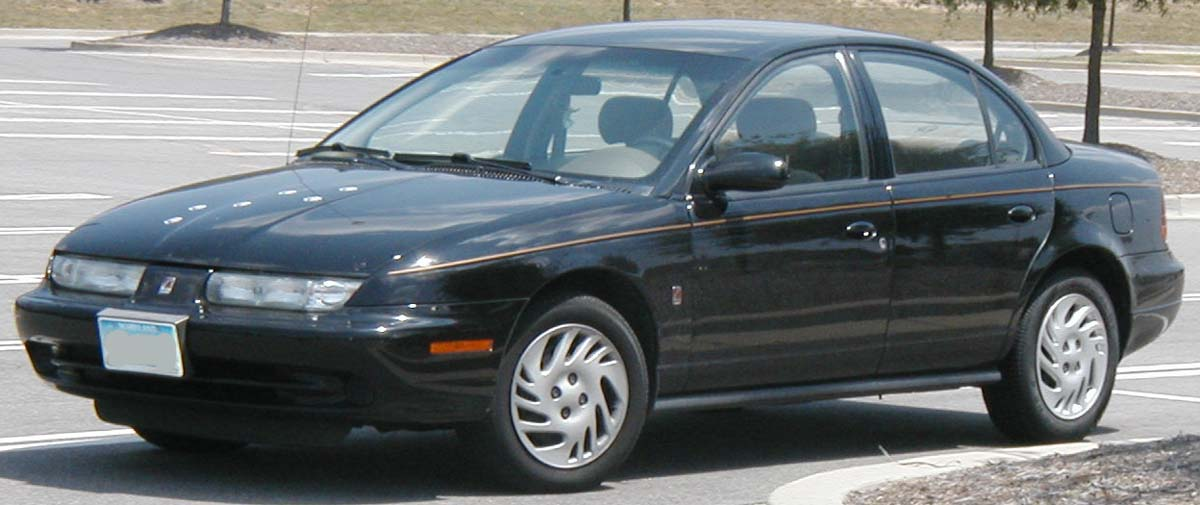
Saturn SL uit 1996-1999.

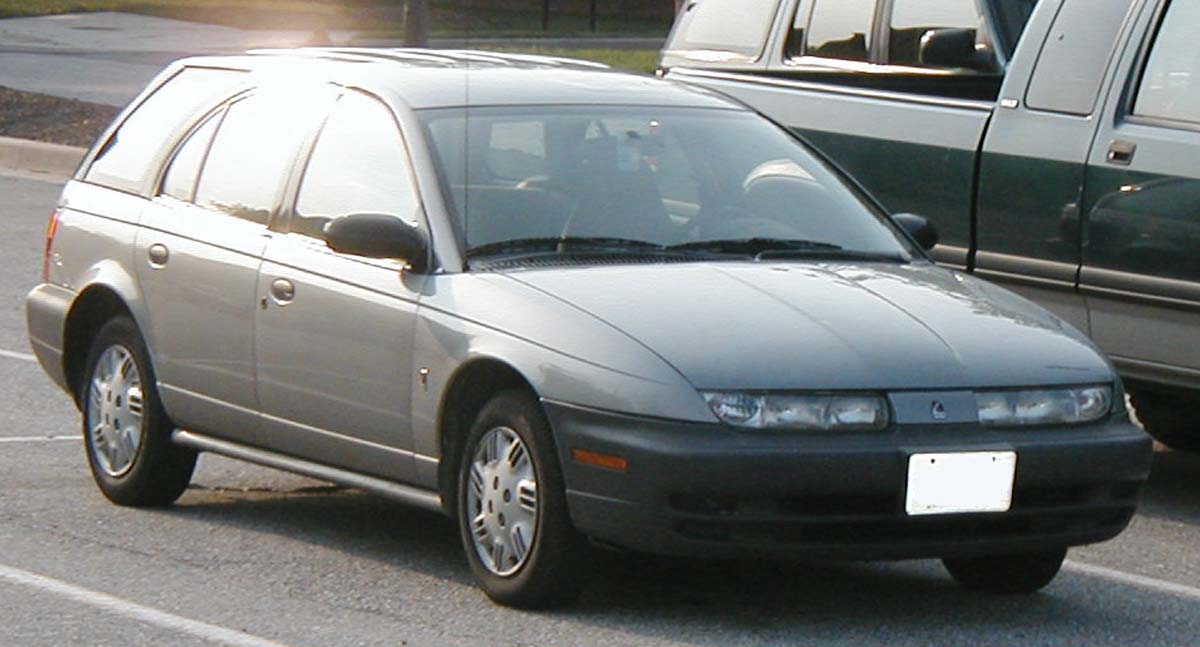
Saturn SW uit 1996-1999.

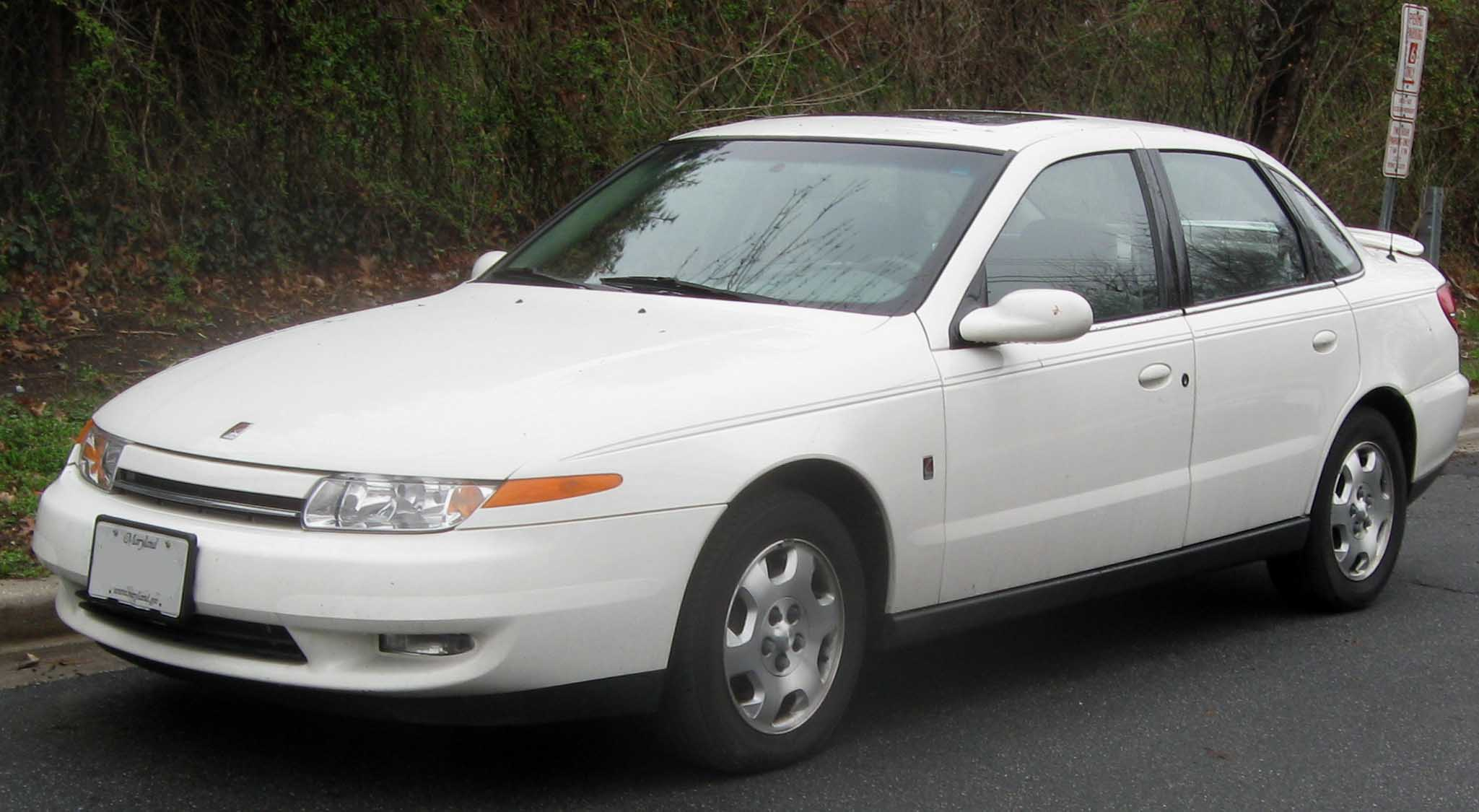
Saturn L-series uit 2000-2002.

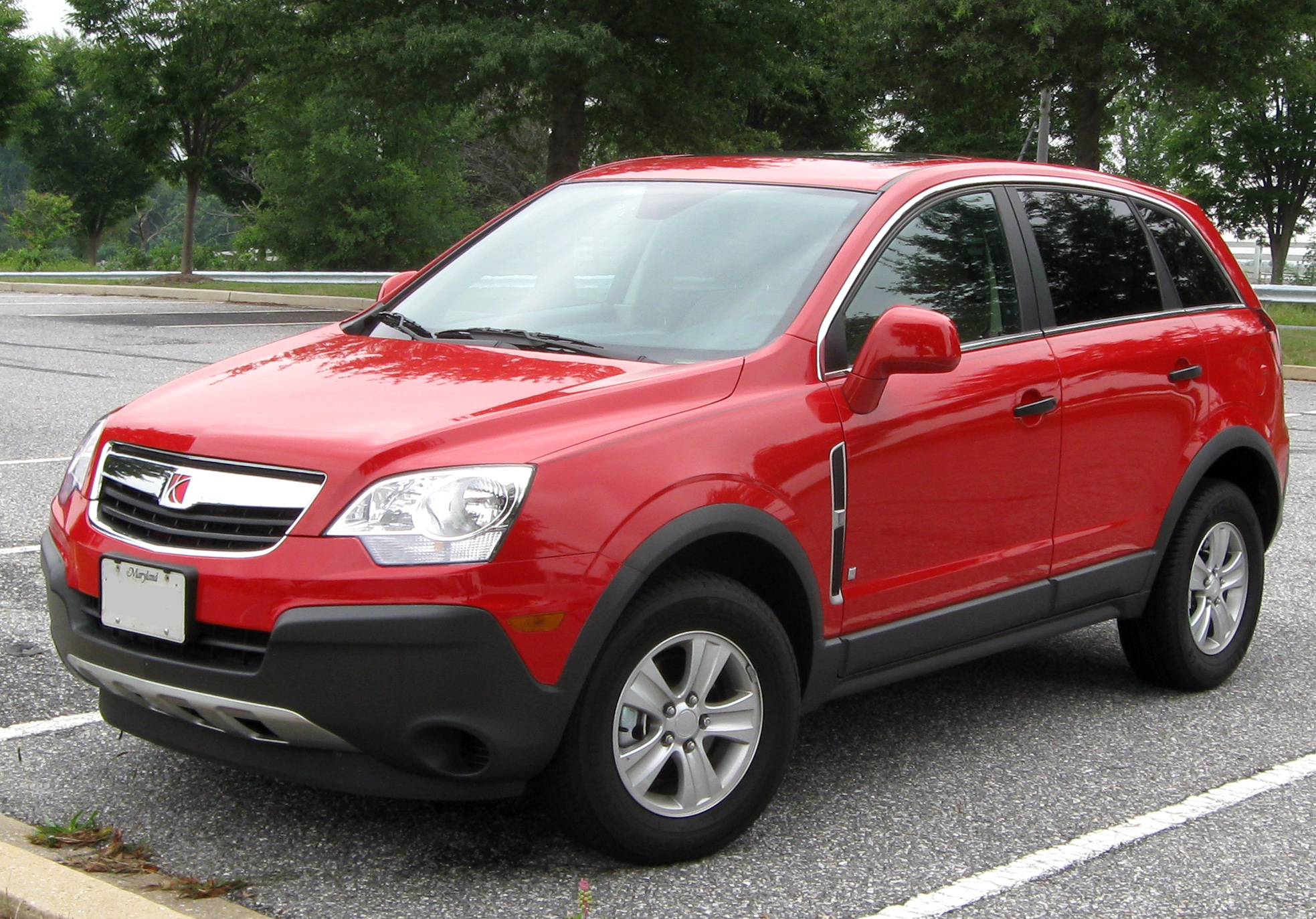
Saturn VUE uit 2002-2009.

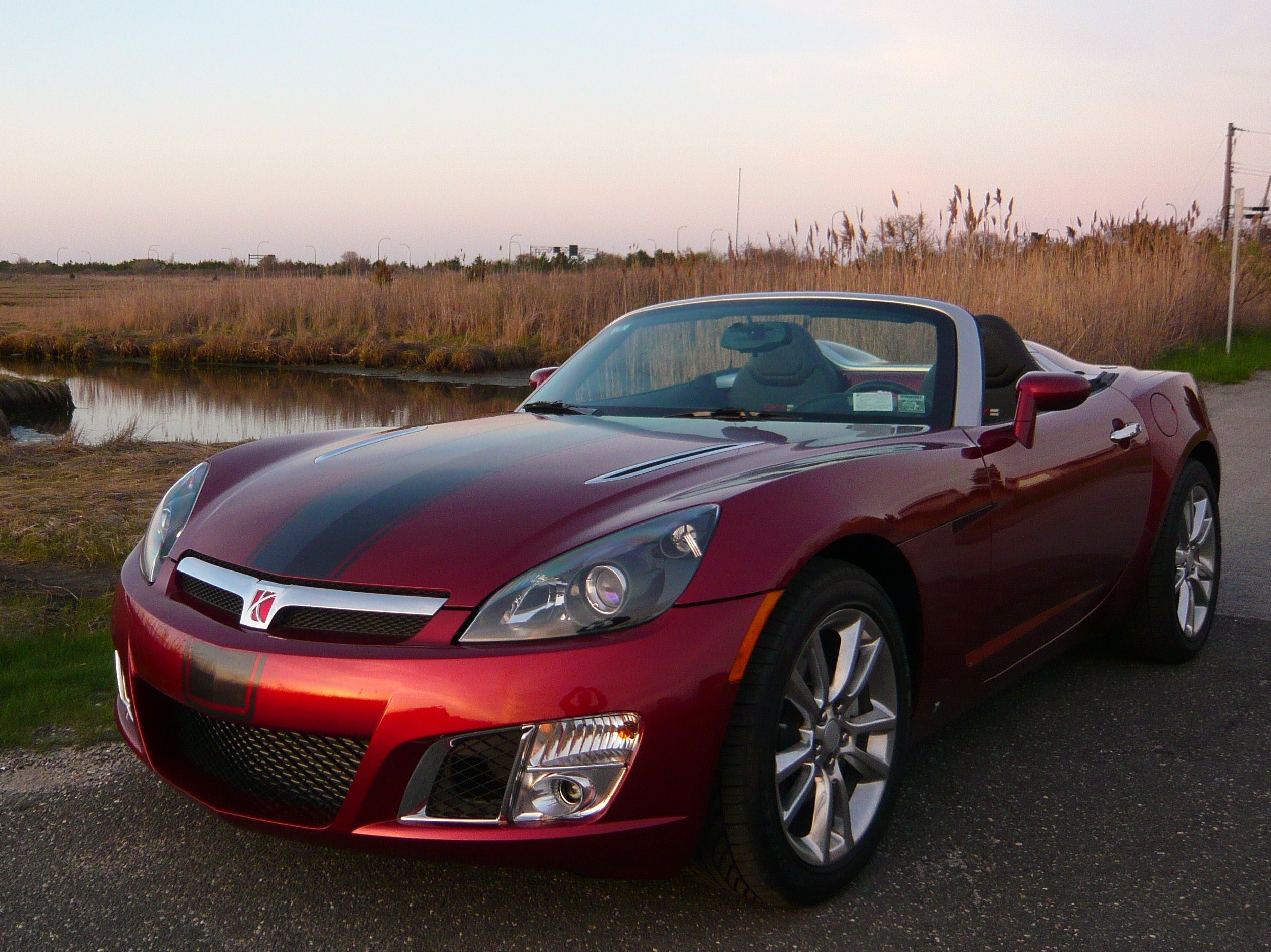
Saturn Sky uit 2006-2009.

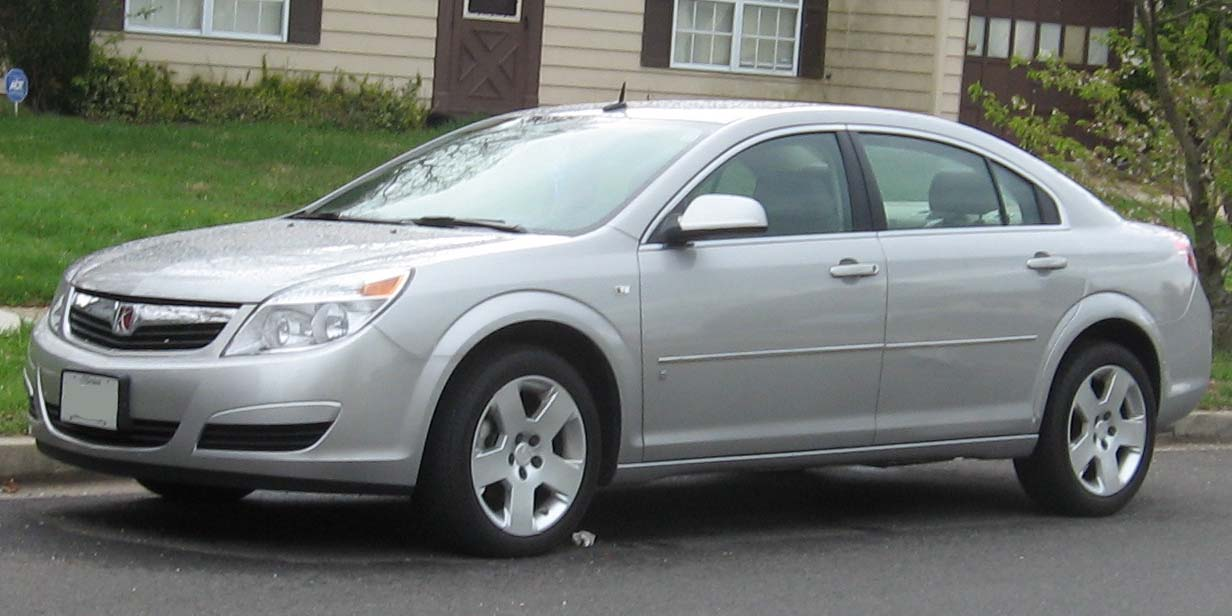
Saturn Aura uit 2007-2009.

Saturn was een divisie en automerk van General Motors. Het merk was het antwoord van General Motors' op het succes van compacte Japanse auto's op de Noord-Amerikaanse markt. Saturn Corporation werd in 1985 opgericht en begon in 1990 met de productie. Het merk werd in Canada, Puerto Rico en de Verenigde Staten verkocht. Als gevolg van de kredietcrisis en de daarop volgende reorganisatie bij General Motors werd Saturn op 31 oktober 2010 opgeheven.

## Geschiedenis
Op 15 juni 1982 werd het idee van een nieuwe revolutionaire auto besproken. Dat idee kwam van Alex Mair. Op 3 november 1983 werd het idee publiek aangekondigd. Op 15 september 1984 was het eerste prototype klaar om geëvalueerd te worden. Op 7 januari 1985 werd Saturn Corporation opgericht om het product te produceren. Later dat jaar, op 26 juli, kwamen Saturn en de Amerikaanse autovakbond UAW tot een speciale overeenkomst.
Saturn werd opgericht om te concurreren met de kleine Japanse auto's die volgend op de oliecrises uit de jaren 70 populair waren geworden. Het bedrijfsmotto was A different kind of company, a different kind of car. Niet alleen zou de stijl van de Japanse auto's worden gekopieerd, maar ook de stijl van het Japanse management. Saturn kreeg een zekere mate van onafhankelijkheid binnen General Motors: er werd op een andere manier leiding gegeven dan in de andere divisies. Toch heeft de divisie nooit winst gemaakt. Rond 2000 liep het jaarlijkse verlies op tot in de miljarden dollars. General Motors, dat al miljarden verlies schreef, riep het Saturn- experiment een halt toe en verankerde de divisie in de traditionele bedrijfscultuur van General Motors.

## Productie
Het hoofdkantoor en de hoofdfabriek van Saturn lagen in Spring Hill, Tennessee (VS). Die plaats werd gekozen na een zeer publieke zoektocht in 1985. Saturn kreeg een eigen platform (Z-body), een eigen motor (1,9 l 4-in-lijnmotor) en dus een eigen fabriek. Er kwamen drie modellen, de SL, SC en SW, in feite dezelfde auto met een ander koetswerk. Dat koetswerk werd uit een flexibele kunststof gemaakt waarmee de auto deukvrij was. Dit koetswerk werd een kenmerk van het merk. Later werd meer en meer klassiek plaatstaal gebruikt, dat goedkoper is en een fijnere assemblage toelaat. Pas in 2000 werd een nieuw model gelanceerd en sindsdien werden ook Saturn-modellen geïntroduceerd in klassen anders dan de compacte klasse. De Saturn L-series nam het GM2900-platform en de motor van de Opel Vectra over en werd gebouwd in Wilmington, Delaware (VS). Later werden de modellen van Saturn in verschillende General Motors fabrieken gebouwd en deelden ze onderdelen met General Motors. Uit besparingsoverwegingen werd besloten dat Saturn nauw moest gaan samenwerken met Opel, waarbij het ook modellen van die laatste zou overnemen. Zo deelde de Saturn Ion overeenkomsten met de Opel Astra.

## Klantenservice
Bij de lancering van Saturn was een goede klantenservice een van de doelstellingen. Een bezoek aan een showroom moest aangenaam zijn en er moeten correcte prijzen worden opgegeven. Het merk staat verder bekend om haar professionele en klantvriendelijke verkopers. In 2002 werd Saturn als het automerk met de hoogste klantentevredenheid gerangschikt in de VS, waarbij de vier volgende merken telkens luxeautobouwers waren.

## Verkopen
Een overzicht van Saturn's verkoopcijfers:
- 1996: 278.574
- 1997: 251.099
- 1998: 231.786
- 1999: 232.570
- 2000: 271.800
- 2001: 260.730
- 2002: 280.248
- 2003: 271.157
- 2004: 212.017
- 2005: 213.657
- 2006: 226.375
- 2007: 240.091

## Modellen
- 1991-2002: Saturn S-series
- 1999-2005: Saturn L-series
- 2002-2009: Saturn VUE
- 2003-2007: Saturn ION
- 2005-2007: Saturn Relay
- 2006-2009: Saturn Outlook
- 2006-2009: Saturn Sky
- 2007-2009: Saturn Aura
- 2008-2009: Saturn Astra